# Marjorie de Sousa
Marjorie de Sousa (née Marjorie  Lissette de Sousa Rivas, le 23 avril 1980 à Las Acacias, Parroquia San Pedro, Caracas, Venezuela) est une actrice et un modèle vénézuélien, de père portugais, Juan De Sousa, et de mère vénézuélienne, Gloria Rivas.

## Biographie
Marjorie est née le 23 avril 1980 à Las Acacias, Parroquia San Pedro, de la ville de Caracas au Venezuela, de père portugais, Juan De Sousa, et de mère venezuélienne, Gloria Rivas.
À l'âge de 12 ans, Marjorie commence à faire des publicités pour la télévision et travaille comme mannequin. 
Elle est nommée Miss Dépendances fédérales 1999 pour représenter cette région peu habitée du pays. Marjorie occupe la place numéro 11 dans le concours pour l'élection de Miss Venezuela de cette année-là.

## Carrière
Marjorie commence sa carrière d'actrice à la télévision en participant à plusieurs épisodes de la série Historia musical, diffusée par Venevisión. En cette même année 2000, elle enregistre sa première telenovela à succès, Amantes de luna llena, en interprétant le personnage de Mayra, une des amies d'université de la jeune héroïne Gaby Espino.
En 2001, elle participe à la telenovela Guerra de mujeres en incarnant le personnage de Carolina, antagoniste à la fois petite-fille d'Eva Blanco et fille de Mimí Lazo. La telenovela qui la fait connaître à l'international est Gata salvaje où elle est la perverse Camelia Valente.
Elle voyage à Miami pour travailler avec Univisión et Venevisión International dans la telenovela Rebeca avec son futur époux l'acteur Ricardo Álamo, ainsi que Gaby Espino, Mariana Seoane et Pablo Montero.
Par la suite, elle travaille pour Televisa au Mexique dans la telenovela Mariana de la noche du producteur Salvador Mejía, où elle partage la distribution avec César Évora et Angélica Rivera.
En 2005, elle tourne dans la telenovela Ser bonita no basta, de RCTV avec son époux qui joue le personnage de Coral Torres. Dans le même temps elle tourne le téléfilm Solterita y a la orden avec Juan Pablo Raba (en). C'est une version de la telenovela du même nom. Elle partage la vedette dans la telenovela Y los declaro marido y mujer où elle interprète Saioa Mujica.
Marjorie incarne, dans la telenovela ¿Vieja yo? en interprétant le rôle d'Estefanía Urrutia, en iniciant le cycle d'histoires pour Venevisión International comme Amor comprado avec José Ángel Llamas, Pecadora avec Eduardo Capetillo. Dans Sacrificio de mujer, une histoire de Carlos Pérez en personnifiant Clemencia de Talamonti, avec Flor Núñez, Luis José Santander et Juan Alfonso Baptista.
En 2012, Marjorie retourne à Televisa pour incarner l'antagoniste principale de la telenovela Amores verdaderos où elle partage la vedette avec Erika Buenfil, Eduardo Yáñez, Eiza González et Sebastián Rulli.
En 2013, elle joue au théâtre au Mexique dans la pièce Perfume de Gardenia, produite par Omar Suárez et accompagnée de Sebastián Rulli avec Mariana Seoane, Eric del Castillo, José Ron et Ariadne Díaz entre autres. Elle participe aussi à la pièce musicale le 14 juin 2013 au Foro Polanco de la ville de Mexico.
Cette même année 2013, elle participe au reality show Mira quièn baila dans sa quatrième saison à Univisión,.
En 2014, elle joue dans la production de Nicandro Díaz, intitulée Hasta el fin del mundo avec Julián Gil l'antagoniste principal et  David Zepeda qui a remplacé Pedro Fernández.
En 2016, elle joue dans la telenovela Sueño de amor où joue aussi Julián Gil l'antagoniste principal.

## Filmographie

### Telenovelas
| Année     | Titre                        | Rôle                                    |
| --------- | ---------------------------- | --------------------------------------- |
| 2000      | Amantes de luna llena        | Mayra                                   |
| 2001      | Guerra de mujeres            | Carolina Boni Castro                    |
| 2002–03   | Gata Salvaje                 | Camelia Valente                         |
| 2003      | Rebeca                       | Gisela Gidalva                          |
| 2003–04   | Mariana de la noche          | Carol                                   |
| 2005      | Ser bonita no basta          | Coral Torres Olavaria                   |
| 2006–07   | Y los declaro marido y mujer | Saioa Mujica Segarra                    |
| 2007      | Isla Paraíso                 | Maite                                   |
| 2007–08   | Amor comprado                | Margot Salinas                          |
| 2008–09   | ¿Vieja Yo?                   | Estefanía Urrutia                       |
| 2009      | Pecadora                     | Samantha Savater                        |
| 2010      | La mujer perfecta            |                                         |
| 2010      | Sacrificio de mujer          | Clemencia Astudillo de Talamonti        |
| 2011–12   | Corazón apasionado           | Leticia Bracamontes                     |
| 2012      | Amores verdaderos            | Kendra ferreti                          |
| 2014-2015 | Hasta el fin del mundo       | Sofia Ripoll Bandy                      |
| 2016      | Sueño de amor                | Cristina Vélez Valderrama               |
| 2018      | Al otro lado del muro        | Sofía Villavicencio / Alejandra Miranda |
| 2021      | La Desalmada                 | Dona Julia Gallardo Torreblanca         |
| 2024      | El Conde Amor y Honor        | Cayetana Carrá                          |

## Théâtre
| Année | Titre               | Rôle             |
| ----- | ------------------- | ---------------- |
| 2009  | Orinoco             |                  |
| 2013  | Perfume de Gardenia | Gardenia Peralta |